# Trofeo Valle d’Aosta
Trofeo Valle d’Aosta (z wł. Trofeum Doliny Aosty) – międzynarodowy towarzyski klubowy turniej piłkarski rozgrywany regularnie latem od 1998 do 2005, z wyjątkiem 2004, na stadionach w Saint-Vincent i Aostie (Włochy). W 2005 nazywał się Coppa Casinò della Vallée.
Początkowo turniej był rozgrywany w formacie pojedynczego meczu. Potem w turnieju występowały trzy drużyny, które systemem kołowym rozgrywały dwa mecze trwające po 45 minut. W turnieju zwyciężała drużyna, która zdobyła najwięcej punktów. W przypadku takiej samej ich ilości decydowała większa ilość zwycięstw w bezpośrednich spotkaniach. W ostatnich dwóch edycjach powrócono do pojedynczego meczu. W przypadku remisu przeprowadzana była seria rzutów karnych.

## Finały
| Edycja | Rok  | Finał          | Finał          | Finał          | Trzecie miejsce |
| Edycja | Rok  | Zwycięzca      | Wynik          | Finalista      | Trzecie miejsce |
| ------ | ---- | -------------- | -------------- | -------------- | --------------- |
| I      | 1998 | Inter Mediolan | 2:2 (k. 7:6)   | Parma F.C.     | –               |
| II     | 1999 | Torino FC      | 1:1 (k. 5:2)   | Parma F.C.     | –               |
| III    | 2000 | Parma F.C.     | turniej        | Inter Mediolan | SSC Napoli      |
| IV     | 2001 | Juventus F.C.  | turniej        | Atalanta B.C.  | SSC Napoli      |
| V      | 2002 | Juventus F.C.  | turniej        | Reggina Calcio | Al-Ittihad      |
| VI     | 2003 | Juventus F.C.  | 3:0            | Reggina Calcio | –               |
|        | 2004 | Nie rozgrywano | Nie rozgrywano | Nie rozgrywano | Nie rozgrywano  |
| VII    | 2005 | S.S. Lazio     | 4:0            | Panionios GSS  | –               |

## Statystyki
| Lp.  | Klub           | Zdobywca | Finalista | Lata triumfów    |
| ---- | -------------- | -------- | --------- | ---------------- |
| 1.   | Juventus F.C.  | 3        | 0         | 2001, 2002, 2003 |
| 2.   | Inter Mediolan | 1        | 1         | 1998             |
| 3-4. | Torino FC      | 1        | 0         | 1999             |
|      | S.S. Lazio     | 1        | 0         | 2005             |
| 5-6. | Parma F.C.     | 0        | 2         |                  |
|      | Reggina Calcio | 0        | 2         |                  |
| 7-8. | Atalanta B.C.  | 0        | 1         |                  |
|      | Panionios GSS  | 0        | 1         |                  |